# چاندرا شخار قوش
چاندرا شخار قوش (انگلیسی: Chandra Shekhar Ghosh؛ زادهٔ ۱۹۶۰) کارآفرین و بانکدار اهل هند است، که در سال ۲۰۱۵ بانک باندان را تأسیس کرد.